# Ceballos (La Pampa)
Ceballos es una localidad en la provincia de La Pampa, Argentina, dentro del departamento Chapaleufú.

## Población
Contó con 323 habitantes (Indec, 2010), lo que representó un descenso del 2,4% frente a los 331 habitantes (Indec, 2001) del censo anterior.
El censo nacional 2022 arrojó 393 habitantes y 237 viviendas. Esto la situó como el municipio menos poblado de la provincia.
| Gráfica de evolución demográfica de Ceballos entre 1991 y 2022 |
|                                                                |
| Fuente: Censos nacionales del INDEC                            |